# George Brinton McClellan
George Brinton McClellan (Filadelfia, 3 de diciembre de 1825 -  Orange, 29 de octubre de 1885) fue un militar y político estadounidense, que participó en las primeras etapas de la Guerra de Secesión con el rango de mayor general.

## Vida
Fue el tercero de los cinco hijos del doctor George McClellan y su esposa Elizabeth Brinton. Su familia pronto escaló hacia los más altos rangos de la sociedad de su época.
McClellan estudió en escuelas y colegios privados antes de ingresar a la Academia Militar de West Point en 1842. A la edad de 15 años fue el más joven de los cadetes que llegaron a la academia ese año, y consiguió en su primer período de instrucción la cuarta antigüedad de su curso. En 1846 se graduó segundo entre un total de 58 oficiales. La promoción de 1846 contribuyó con 20 generales a los ejércitos de la Unión y Confederado años más tarde.

### Carrera militar
Tras graduarse, McClellan fue nombrado teniente segundo en el cuerpo de ingenieros. En la guerra contra México, se ganó las insignias de teniente primero y luego de capitán por su dedicación, valentía y capacidad al construir puentes y caminos en las rutas de marcha del ejército. También fue instructor de West Point por un periodo de 3 años.
Otros logros de McClellan incluyen el levantamiento de las posibles rutas del primer ferrocarril transcontinental estadounidense. Como miembro del cuerpo de oficiales, fue enviado fuera del país a estudiar a los ejércitos europeos y como observador en la guerra de Crimea. Esto último derivó en el diseño de la "silla McClellan" que fue equipamiento estándar en la caballería de la época hasta que el advenimiento de la mecanización eliminó a los caballos del servicio en 1942.
En 1857, renunció a su comisión de capitán del Primero de Caballería para convertirse en el jefe de ingenieros del Ferrocarril Central de Illinois, donde ocasionalmente pudo trabajar con un abogado de nombre Abraham Lincoln. Cuando comenzó la guerra civil, residía en Ohio, donde se desempeñaba como presidente del ferrocarril Ohio y Misisipi.
En el primer combate de la guerra, al frente de las fuerzas de la Unión en Ohio, con la responsabilidad de ayudar a los montañeses de Virginia, estaba George Brinton McClellan (nacido en Filadelfia, Pensilvania, el 3 de diciembre de 1826). Hombre que para algunos (sobre todo para él) era de una napoleónica brillantez, McClellan había entrado en West Point cuando sólo tenía quince años y fue el segundo de su graduación. Como Lee, había luchado Junto a Scott en el camino a México y, también como Lee, se distinguió considerablemente en la acción. Dejó el ejército en 1857 para ser un ejecutivo de los ferrocarriles, pero se reincorporó en abril de 1861, McClellan condujo sus fuerzas a Virginia Occidental hallando muy poca resistencia.

### En la Guerra de Secesióm
McClellan se había probado como un eficiente organizador con un fuerte magnetismo personal. Por este motivo, unido a algunos éxitos en Virginia Occidental, el presidente Lincoln lo nombró mayor general en el ejército de la Unión, solo bajo el general Winfield Scott. Reorganizó un ejército desunido y pobremente disciplinado, lo que le valió el respeto y aprobación por parte de sus hombres. Sus operaciones militares, sin embargo, solo fueron una serie de fracasos y oportunidades desperdiciadas. McClellan continuamente sobreestimaba la capacidad de su adversario y sus planes, excesivamente cautelosos, carecían de la audacia y decisión necesarias. 
Luego de la batalla de Antietam, fue destituido y se le ordenó entregar el mando al general Ambrose Burnside y regresar a Nueva Jersey, su hogar en ese momento, a esperar nuevas órdenes, que nunca llegaron.

### Candidatura de 1864

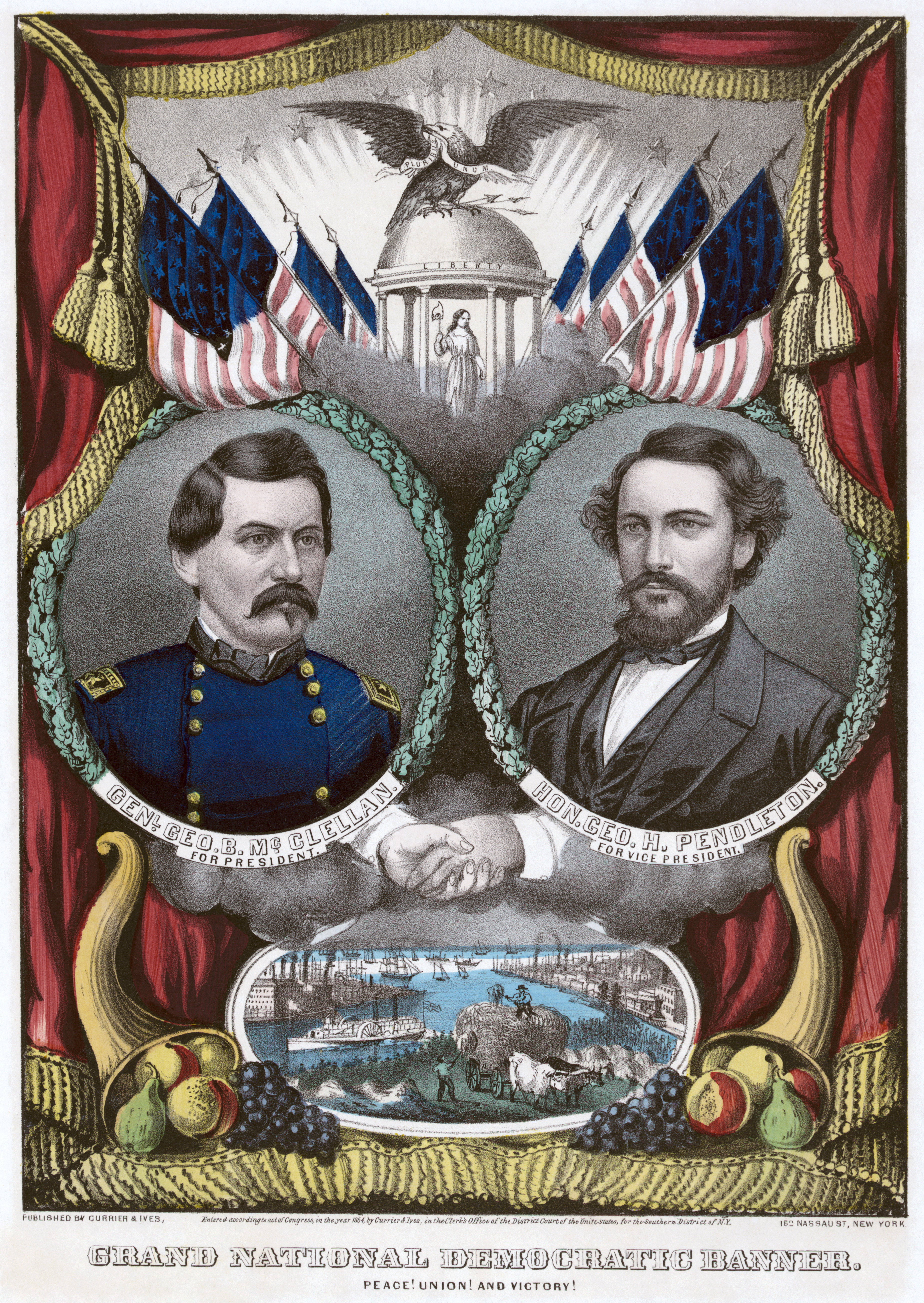
Folleto de la campaña electoral de 1864 del Partido Demócrata con George Brinton McClellan como candidato a Presidente y con George H. Pendleton como candidato a Vicepresidente.

En 1864, McClellan fue candidato presidencial por el Partido Demócrata en oposición a Lincoln, quien lo derrotó. Fue gobernador de Nueva Jersey desde 1878 hasta 1881.
Falleció el 29 de octubre de 1885 en Orange, al norte de Nueva Jersey. Está enterrado en el cementerio Riverside, en Trenton.